# 大河原村 (京都府)
大河原村（おおかわらむら）は、京都府相楽郡にあった村。現在の南山城村の北部にあたる。

## 地理
- 山岳：三ヶ岳
- 河川：木津川

## 歴史
- 1889年（明治22年）4月1日 - 町村制の施行により、南大河原村・北大河原村・野殿村・童仙房村の区域をもって発足。
- 1955年（昭和30年）4月1日 - 高山村と合併して南山城村が発足。同日大河原村廃止。

## 交通

### 鉄道路線
- 日本国有鉄道
  - 関西本線
    - 月ケ瀬口駅 - 大河原駅

### 道路
- 国道163号